# Scarus taeniopterus
Scarus taeniopterus là một loài cá biển thuộc chi Scarus trong họ Cá mó. Loài này được mô tả lần đầu tiên vào năm 1829.

## Từ nguyên
Từ định danh của loài được ghép bởi hai từ trong tiếng Latinh: taenio ("dải sọc") và pterus ("vây"), hàm ý đề cập đến các dải sọc xanh và hồng cam trên vây lưng và vây hậu môn cá đực.

## Phạm vi phân bố và môi trường sống
S. taeniopterus có phạm vi trải dài từ bờ biển phía nam bang Florida (Hoa Kỳ) và Bermuda đến khắp vùng biển Caribe (không xuất hiện ở phần lớn vịnh México), bao gồm toàn bộ Antilles, giới hạn ở phía nam đến Venezuela.
Môi trường sống của S. taeniopterus là các rạn san hô viền bờ ở độ sâu đến ít nhất là 25 m; cá con thường được tìm thấy trong thảm cỏ biển của chi Thalassia.

## Mô tả
S. taeniopterus có chiều dài cơ thể tối đa được biết đến là 35 cm. Cá đực có màu xanh lục lam; vảy trên thân có các vạch màu hồng. Có một dải màu vàng nằm ở sau gốc vây ngực. Có hai sọc xanh trên mõm, băng qua rìa trên và dưới của mắt kéo dài đến nắp mang. Vây lưng và vây hậu môn cùng hai thùy đuôi có dải viền xanh lam, dải xanh lục sát gốc vây và một dải màu cam ở giữa. Vây đuôi cụt, hai thùy có màu hồng cam. Cá cái và cá con có màu nâu. Thân có các dải sọc ngang màu trắng.
Số gai vây lưng: 9; Số tia vây ở vây lưng: 10; Số gai vây hậu môn: 3; Số tia vây ở vây hậu môn: 9; Số tia vây ở vây ngực: 13–14.

## Sinh thái học
Thức ăn của S. taeniopterus chủ yếu là tảo. Chúng thường hợp thành đàn khi cùng kiếm ăn và ngủ trong một cái kén được tạo từ dịch nhầy. S. taeniopterus là một loài lưỡng tính tiền nữ.
S. taeniopterus được đánh bắt để làm thực phẩm.